# Skee Mask
Skee Mask (* 1993 als Bryan Müller in Emmering) ist ein deutscher Musikproduzent und DJ aus München.

## Geschichte
Müller spielte bereits mit 10 Jahren Schlagzeug in der Band seines Vaters. Inspiriert von einem deutschen Film über Techno begann er 2010 autodidaktisch mit Ableton Live elektronische Musik zu produzieren.
Als SCNTST veröffentlichte Müller mit seinem Freund, dem Produzenten Etnik Zarari aus Hamburg erstmals seine Musik auf einem US-amerikanischen Label. Im Jahr 2011 wurde er schließlich von Boys Noize auf dessen Label Boys Noize Records unter Vertrag genommen. Es folgten die ersten Tourneen durch Australien und Frankreich.
Nachdem Müller von den Zenker Brothers über sein Soundcloud-Profil kontaktiert wurde, veröffentlichte er im Jahr 2014 seine erste EP Serum als Skee Mask auf dem Label Ilian Tape mit der er einer größeren Öffentlichkeit bekannt wurde. Das Pseudonym Skee Mask nutzt Müller anfänglich um seine Anonymität zu wahren.
Skee Mask war von 2017 bis 2022 Resident-DJ im Münchner Blitz Club.
Das 2021 erschienene Album Pool wurde von Resident Advisor als eines der 30 besten Alben des Jahres ausgezeichnet.
Im Januar 2022 entfernte Müller alle seine Alben und EPs von Spotify und bezog dazu in einem Statement Stellung.
2023 wurde er mit dem Förderpreis Musik der Landeshauptstadt München ausgezeichnet.

## Stil und Einflüsse
Als maßgebliche Einflüsse nennt Skee Mask Techno-Labels wie Chain Reaction, Warp Records oder Counterbalance. Den musikalischen Stil beschreibt Skee Mask für seine DJ-Sets als Techno, Ambient und vor allem experimentell. Während Müller als Skee Mask vor allem Techno, Jungle, IDM und Breakbeat bzw. broken beat produziert, sind seine Veröffentlichungen als SCNTST eher dem Ambient zuzuordnen.

## Diskografie

### Alben
Als Skee Mask
- A (2022)
- Pool (2021)
- TemeTape1 (mit Simo Cell) (2020)
- Compro (2018)
- Shred (2016)
- Pool (2021)
- Resort (2024)

Als SCNTST
- Scenes And Sketches From The Lab (2018)
- Puffer (2015)
- Self Therapy (2013)

### EPs
Als Skee Mask
- ISS006 (2020)
- ISS005 (2020)
- ISS004 (2019)
- 808BB (ISS003) (2019)
- ISS002 (2018)
- 2012 (2017)
- Junt (2015)
- Serum (2014)

Als SCNTST
- Image Is Everything Pt. 3 (2021)
- Image Is Everything Pt. 2 (2020)
- Thru Infinity (2016)
- Image Is Everything Pt. 1 (2015)
- 4Friendz (2015)
- F.Y.A. (2014)
- Keep On Givin EP (2014)
- Sessions Pt. 2 (2014)
- Forever 16 (2014)
- Summer Jam (2013)
- Percee Scan (2013)
- Premelodic Structures (2012)
- Monday (2011)